# تامر صلاح
تامر صلاح (عربی: تامر صلاح؛ زادهٔ ۳ آوریل ۱۹۸۶) بازیکن فوتبال اهل فلسطین بود.
وی همچنین در تیم ملی فوتبال فلسطین بازی کرده است.